# بوب تشين
بوب تشين (بالإنجليزية: Bob Chinn)‏ هو مخرج أمريكي، ولد في 10 مايو 1943 في هاواي في الولايات المتحدة.

## وصلات خارجية
- بوب تشين على موقع IMDb (الإنجليزية)
- بوب تشين على موقع أول موفي (الإنجليزية)
- بوب تشين على موقع قاعدة بيانات الأفلام السويدية (السويدية)
- بوب تشين على موقع قاعدة بيانات الفيلم (الإنجليزية)
- بوب تشين على موقع كينوبويسك (الروسية)